# Rovon
Rovon is een gemeente in het Franse departement Isère (regio Auvergne-Rhône-Alpes) en telt 532 inwoners (1999). De plaats maakt deel uit van het arrondissement Grenoble.

## Geografie
De oppervlakte van Rovon bedraagt 11,8 km², de bevolkingsdichtheid is 45,1 inwoners per km².
De onderstaande kaart toont de ligging van Rovon met de belangrijkste infrastructuur en aangrenzende gemeenten.

## Demografie
Onderstaande figuur toont het verloop van het inwonertal (bron: INSEE-tellingen).